# Normális szám
Normális szám a k pozitív egész számhoz viszonyítva olyan valós szám, amelynek k-adostört (pl. tizedestört) alakjának számjegyei a végtelenségig véletlenszerűen váltakoznak. A racionális számok e laza megfogalmazás szerint nem tűnnek normálisnak, hiszen számjegyeik vagy végtelen sok nullával fejeződnek be, vagy egy megadott mintázat szerint ismétlődnek a végtelenségig.

## A véletlenszerűség követelménye
A pontos definíció megadásához először tisztázni kell, hogy mit értsünk azon, hogy a számjegyek véletlenszerűek egy számban. Józan ésszel is belátható, hogy egy szám számjegyeit nem tekinthetjük véletlenszerűeknek azon az alapon, hogy egyenlő gyakorisággal fordulnak elő. Például: 0,123456789*0123456789* szabványos tizedestört alakban az a szám, amelyben a 0123456789 sorozat végtelen sokszor ismétlődik. A számjegyek egyenlő eloszlással szerepelnek, de nyilván nem véletlenszerűen követik egymást. Vegyünk most egy {\displaystyle k} hosszúságú mintázatot. Ilyen mintázatot {\displaystyle 10^{k}} félét lehet alkotni a tízes számrendszerben. Ha ezek a mintázatok {\displaystyle 1}/{\displaystyle 10^{k}} relatív gyakorisággal találtatnak a szám számjegyei között és ez bármely mintázatra és bármely {\displaystyle k}-ra igaz, akkor legalábbis a tízes számrendszert tekintve a számjegyek előfordulását véletlenszerűnek tekinthetjük. Ha ez minden számrendszerben igaz egy adott számra, akkor ezt a számot normális számnak nevezzük.

## A normális szám definíciója
A pontos matematikai definíció a következő. Írjuk fel az {\displaystyle x} számot a {\displaystyle b} alapú számrendszerben és legyen {\displaystyle s_{k}} egy a {\displaystyle b} alapú számrendszer számjegyeiből alkotott {\displaystyle k} hosszúságú mintázat (string). Fussunk végig az {\displaystyle x} első {\displaystyle n} számjegyén és jelölje {\displaystyle N_{b}(s_{k},n)} az {\displaystyle s_{k}} string előfordulásainak számát. Az {\displaystyle x} számot a {\displaystyle b} alapra nézve normálisnak nevezzük, ha minden {\displaystyle k}-ra és {\displaystyle s_{k}}-ra
{\displaystyle x} normális, ha minden {\displaystyle b} alapra nézve normális.

## Rövid történeti áttekintés
A normális szám fogalmát Émile Borel 1909-ben vezette be. A Borel-Cantelli lemma segítségével bebizonyította, hogy (mértékelméleti értelemben) „majdnem minden valós szám normális”; azaz a nem normális számok halmazának Lebesgue-mértéke 0. Wacław Sierpiński lengyel matematikus mutatott először konkrét példát normális számra.

## A Copeland-Erdős szám
Példaként a 10-es számrendszerben normális számra álljon itt a Copeland–Erdős-konstans:
0,235711131719232931374143…
mely a prímszámok egymásutáni leírásával adódik.